# Campeonato Mundial de Clubes de Voleibol Feminino de 2013
O Campeonato Mundial de Clubes de Voleibol Feminino de 2013 foi a sétima edição do torneio organizado anualmente pela FIVB. Foi disputado entre os dias 9 e 13 de outubro no Saalsporthalle localizado na cidade de Zurique- Suíça
Primeira vez que  uma edição do Campeonato Mundial de Clubes na modalidade feminina é realizada na Suíça.

## Formato de disputa
As seis equipes serão dispostas em dois grupos de quatro equipes cujo sorteio ainda será realizado. Todas as equipes se enfrentarão entre si dentro de seus grupos em turno único. As duas primeiras colocadas de cada grupo se classificarão para a fase semifinal, na qual se enfrentarão em cruzamento olímpico, as tecerias colocadas de cada grupo serão eliminadas e classificadas em quinto lugar e sexto lugar. Os times vencedores das semifinais se enfrentarão na partida final, que definirá o campeão; já as equipes derrotadas nas semifinais decidirão a terceira posição.
Para a classificação dentre dos grupos na primeira fase, o placar de 3-0 ou 3-1 garantirá três pontos para a equipe vencedora e nenhum para a equipe derrotada; já o placar de 3-2 garantirá dois pontos para a equipe vencedora e um para a perdedora.

## Equipes participantes
As seguintes equipes foram qualificadas ou convidadas para a disputa do Campeonato Mundial de Clubes de 2013:
| Equipe               | País           | Qualificação                                          |
| -------------------- | -------------- | ----------------------------------------------------- |
| Voléro Zürich        | Suíça          | Representante da Cidade-Sede                          |
| Unilever             | Brasil         | Campeão do Campeonato Sul-Americano de Clubes de 2013 |
| VakifBank Istanbul   | Turquia        | Campeão da Liga dos Campeões da Europa de 2013        |
| Guangdong Evergrande | China          | Campeão do Campeonato Asiático de Clubes de 2013      |
| Kenya Prisons        | Quênia         | Campeão do Campeonato Africano de Clubes de 2013      |
| Iowa Ice             | Estados Unidos | Campeão da USA Premier Volleyball League de 2013      |

## Primeira fase
A  FIVB divulgou o resultado do sorteio de grupos e a tabela de jogos.

### Grupo A
Classificação
|     |                      |     | Jogos | Jogos | Jogos | Pontos | Pontos | Pontos | Sets | Sets | Sets  |
| Pos | Equipe               | Pts | T     | V     | D     | V      | P      | R      | V    | P    | R     |
| --- | -------------------- | --- | ----- | ----- | ----- | ------ | ------ | ------ | ---- | ---- | ----- |
| 1   | Voléro Zürich        | 6   | 2     | 2     | 0     | 180    | 133    | 1.353  | 6    | 1    | 6,000 |
| 2   | Guangdong Evergrande | 3   | 2     | 1     | 1     | 172    | 143    | 1.203  | 4    | 3    | 1.333 |
| 3   | Kenya Prisons        | 0   | 2     | 0     | 2     | 74     | 150    | 0.493  | 0    | 6    | 0,000 |

Resultados
- Horários UTC-02:00

| Data       | Hora  |                      | Placar |                      | Set 1 | Set 2 | Set 3 | Set 4 | Set 5 | Total | Relatório |
| ---------- | ----- | -------------------- | ------ | -------------------- | ----- | ----- | ----- | ----- | ----- | ----- | --------- |
| 9 outubro  | 20:30 | Guangdong Evergrande | 3 – 0  | Kenya Prisons        | 25-14 | 25-11 | 25-13 | -     | -     | 75–0  | 75-38     |
| 10 outubro | 20:30 | Voléro Zürich        | 3 – 1  | Guangdong Evergrande | 26-24 | 25-21 | 29-31 | 25-21 | -     | 105–0 | 105-97    |
| 11 outubro | 17:30 | Voléro Zürich        | 3 – 0  | Kenya Prisons        | 25-17 | 25-13 | 25-6  | -     | -     | 75–0  | 75-36     |

### Grupo B
Classificação
|     |                    |     | Jogos | Jogos | Jogos | Pontos | Pontos | Pontos | Sets | Sets | Sets  |
| Pos | Equipe             | Pts | T     | V     | D     | V      | P      | R      | V    | P    | R     |
| --- | ------------------ | --- | ----- | ----- | ----- | ------ | ------ | ------ | ---- | ---- | ----- |
| 1   | VakifBank Istanbul | 6   | 2     | 2     | 0     | 171    | 126    | 1.357  | 6    | 1    | 6,000 |
| 2   | Unilever           | 5   | 2     | 2     | 0     | 156    | 148    | 1.054  | 4    | 3    | 1.333 |
| 3   | Iowa Ice           | 0   | 0     | 0     | 0     | 97     | 150    | 0.647  | 0    | 6    | 0,000 |

Resultados
- Horários UTC-02:00

| Data       | Hora  |                    | Placar |                    | Set 1 | Set 2 | Set 3 | Set 4 | Set 5 | Total | Relatório |
| ---------- | ----- | ------------------ | ------ | ------------------ | ----- | ----- | ----- | ----- | ----- | ----- | --------- |
| 9 outubro  | 17:30 | Unilever           | 3 – 0  | Iowa Ice           | 25-14 | 25-16 | 25-22 | -     | -     | 75–0  | 75-52     |
| 10 outubro | 17:30 | VakifBank Istanbul | 3 –0   | Iowa Ice           | 25-16 | 25-12 | 25-17 | -     | -     | 75–0  | 75-45     |
| 11 outubro | 20:30 | Unilever           | 1–3    | VakifBank Istanbul | 20-25 | 18-25 | 25-21 | 18-25 | -     | 81–0  | 81-96     |

## Fase final
- Horários UTC-02:00

|  | Semifinais            | Semifinais            |   |                       | Final                 | Final |  |
|  |                       |                       |   |                       |                       |       |  |
|  | 12 de outubro - 15:10 |                       |   |                       |                       |       |  |
|  | VakifBank Istanbul    | 3                     |   |                       |                       |       |  |
|  | Guangdong Evergrande  | 0                     |   |                       |                       |       |  |
|  |                       |                       |   |                       |                       |       |  |
|  |                       |                       |   |                       | 13 de outubro - 17:10 |       |  |
|  |                       |                       |   |                       | VakifBank Istanbul    | 3     |  |
|  |                       | Unilever              | 0 |                       |                       |       |  |
|  |                       |                       |   |                       |                       |       |  |
|  |                       |                       |   |                       |                       |       |  |
|  |                       |                       |   |                       | Terceiro lugar        |       |  |
|  | 12 de outubro - 18:10 | 12 de outubro - 18:10 |   | 13 de outubro - 14:10 | 13 de outubro - 14:10 |       |  |
|  | Voléro Zürich         | 0                     |   | Guangdong Evergrande  | 3                     |       |  |
|  | Unilever              | 3                     |   |                       | Voléro Zürich         | 0     |  |

## Premiação
| Campeonato Mundial de Clubes de Voleibol Feminino de 2013 |
| Turquia                                                   |
| --------------------------------------------------------- |
| VakifBank Istanbul Campeão (1° título)                    |